# Proamytta straminea
Proamytta straminea är en insektsart som först beskrevs av Sjöstedt 1912.  Proamytta straminea ingår i släktet Proamytta och familjen vårtbitare. Inga underarter finns listade i Catalogue of Life.